# Верхнє Кечово
Верхнє Кечо́во (рос. Верхнее Кечёво, удм. Кечейыл) — присілок в Малопургинському районі Удмуртії, Росія.
Урбаноніми:
- вулиці — Зарічна, Зелена, Комсомольська, Нова, Піонерська, Польова

## Населення
Населення — 354 особи (2010; 352 в 2002).
Національний склад станом на 2002 рік:
- удмурти — 98 %